# Turritella marianopsis
Turritella marianopsis is een slakkensoort uit de familie van de Turritellidae. De wetenschappelijke naam van de soort is voor het eerst geldig gepubliceerd in 1990 door Petuch.